# Château de la Boulaye
Le château de la Boulaye ou de la Boullaye est une demeure qui se dresse sur le territoire de la commune française de Cerisy-la-Forêt, dans le département de la Manche, en région Normandie.

## Historique

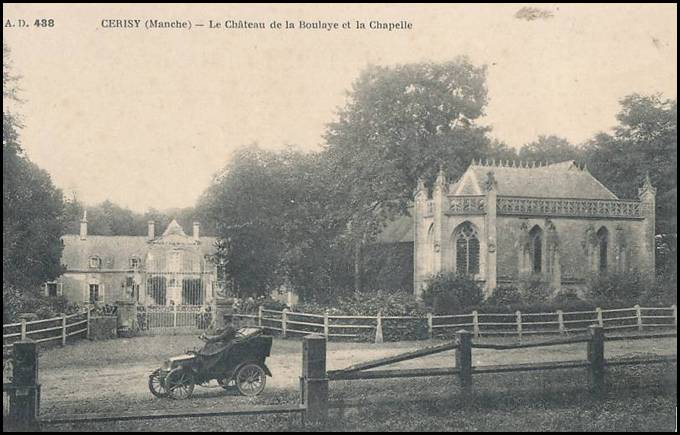
Le château de la Boullaye (1900).

Il s'agit d'un ancien château seigneurial reconstruit aux XVIIe et XVIIIe siècles.
Pendant la bataille de Normandie, en juin 1944, il abrite le quartier général de la 2e division d'infanterie américaine. Le général Eisenhower et Omar Bradley viennent y encourager les soldats américains.

## Le parc
Le parc est recensé à l'Inventaire général du patrimoine culturel.